# 後藤基胤
後藤 基胤（ごとう もとたね、1903年または1904年 - 1959年1月4日）は、日本の教育者、サッカー選手。

## 経歴
東京高等師範学校附属中学（現：筑波大学附属中学校・高等学校）ではサッカー部に所属。東京高等師範学校に進学後も蹴球部に所属し、主将も務めた。また、1921年に開催された第5回極東選手権大会の日本代表にも選出され、2試合に出場。2戦2敗に終わったが、フィリピン代表戦で得点を決めた。
1923年に東京高師を卒業して、神奈川県立湘南中学校（現：神奈川県立湘南高等学校）に赴任。同時期に創設された同中蹴球部の指導も行った。
その後、学習院に移り学習院初等科などで教育に携わった。
1959年1月4日、東京都新宿区で肺癌により死去した。享年55歳。。

## 所属クラブ
- 東京高等師範学校附属中学（現：筑波大学附属中学校・高等学校）
- 東京高等師範学校

## 代表歴

### 出場大会
- 第5回極東選手権競技大会

### 試合数
| 日本代表 | 国際Aマッチ | 国際Aマッチ | その他 | その他 | 期間通算 | 期間通算 |
| 年       | 出場        | 得点        | 出場   | 得点   | 出場     | 得点     |
| -------- | ----------- | ----------- | ------ | ------ | -------- | -------- |
| 1921     | 0           | 0           | 2      | 1      | 2        | 1        |
| 通算     | 0           | 0           | 2      | 1      | 2        | 1        |

### 得点数
| # | 年月日        | 開催地         | 対戦国     | 勝敗 | 試合概要                |
| - | ------------- | -------------- | ---------- | ---- | ----------------------- |
| 1 | 1921年5月30日 | 中華民国, 上海 | フィリピン | 1-3  | 第5回極東選手権競技大会 |